# Laurencio Ponce
Laurencio Ponce fue un político peruano. 
Fue diputado de la República del Perú por la provincia de Anta entre 1845 y 1849 durante el primer gobierno de Ramón Castilla. Asimismo, fue parte del Congreso General de 1839 como representante de la entonces provincia cusqueña de Abancay.